# Koil
Koil, früher auch Keul oder Deblois-Insel genannt, ist eine kleine Insel des südpazifischen Inselstaates Papua-Neuguinea (East Sepik Province). 
Koil liegt etwa 15 km südöstlich der Insel Vokeo. Im Gegensatz zu dieser ist Koil an der höchsten Stelle aber kaum 90 Meter hoch. Die Koralleninsel zählt zu den  Le-Maire-Inseln, die 1616 von den Holländern Schouten und Le Maire entdeckt wurden.
Im Jahr 2000 lebten 721 Menschen auf Koil in zwei Dörfern an der dem Festland zugewandten Westküste der Insel (Waur mit 533 und Tob mit 188 Einwohnern).